# Saturn Award för bästa skådespelare
Saturn Award för bästa skådespelare är ett filmpris som delas ut av Academy of Science Fiction, Fantasy & Horror Films till skådespelare för deras insatser.

## Vinnare och nominerade

### 1970-talet
| År               | Skådespelare                | Film                          | Roll                   |
| ---------------- | --------------------------- | ----------------------------- | ---------------------- |
| 1974/75 (3rd)    | James Caan                  | Rollerball                    | Jonathan E.            |
| 1974/75 (3rd)    | Don Johnson                 | A Boy and His Dog             | Vic                    |
| 1976 (4th)       |                             |                               |                        |
| David Bowie      | Mannen utan ansikte         | Thomas Jerome Newton          |                        |
| 1977 (5th)       |                             |                               |                        |
| George Burns     | Min polare Gud              | God                           |                        |
| Richard Dreyfuss | Närkontakt av tredje graden | Roy Neary                     |                        |
| William Shatner  | Spindlarna                  | Dr. Rack Hansen               |                        |
| Harrison Ford    | Star Wars                   | Han Solo                      |                        |
| Mark Hamill      | Star Wars                   | Luke Skywalker                |                        |
| Michael York     | Förvandlingens ö            | Andrew Braddock               |                        |
| 1978 (6th)       | Warren Beatty               | Himlen kan vänta ‡            | Joe Pendleton          |
| 1978 (6th)       | Christopher Lee             | The Wicker Man                | Lord Summerisle        |
| 1978 (6th)       | Laurence Olivier            | Pojkarna från Brasilien ‡     | Ezra Lieberman         |
| 1978 (6th)       | Christopher Reeve           | Superman – The Movie          | Clark Kent / Superman  |
| 1978 (6th)       | Donald Sutherland           | Världsrymden anfaller         | Matthew Bennell        |
| 1979 (7th)       | George Hamilton             | Kärlek vid första bettet      | Count Vladimir Dracula |
| 1979 (7th)       | Christopher Lee             | Arabian Adventure             | Caliph Alquazar        |
| 1979 (7th)       | Frank Langella              | Greve Dracula                 | Count Dracula          |
| 1979 (7th)       | William Shatner             | Star Trek: The Motion Picture | James T. Kirk          |
| 1979 (7th)       | Malcolm McDowell            | Tidsjakten                    | H. G. Wells            |

### 1980-talet
| År             | Skådespelare          | Film                                  | Roll                           |
| -------------- | --------------------- | ------------------------------------- | ------------------------------ |
| 1980 (8th)     | Mark Hamill           | Rymdimperiet slår tillbaka            | Luke Skywalker                 |
| 1980 (8th)     | Christopher Reeve     | Någonstans i tiden                    | Richard Collier                |
| 1980 (8th)     | Dennis Christopher    | Mörkrets hämnd                        | Eric Binford                   |
| 1980 (8th)     | Kirk Douglas          | Timmen noll                           | Capt. Matthew Yelland          |
| 1980 (8th)     | Alan Arkin            | Simon                                 | Prof. Simon Mendelssohn        |
| 1981 (9th)     | Harrison Ford         | Jakten på den försvunna skatten       | Indiana Jones                  |
| 1981 (9th)     | Donald Pleasence      | Alla helgons blodiga natt 2           | Dr. Sam Loomis                 |
| 1981 (9th)     | Sean Connery          | Outland                               | Marshal William T. O'Niel      |
| 1981 (9th)     | Christopher Reeve     | Superman II                           | Clark Kent / Superman          |
| 1981 (9th)     | Albert Finney         | Wolfen                                | Dewey Wilson                   |
| 1982 (10th)    | William Shatner       | Star Trek II: The Wrath of Khan       | James T. Kirk                  |
| 1982 (10th)    | Mel Gibson            | Mad Max 2: The Road Warrior           | Max Rockatansky                |
| 1982 (10th)    | Lee Horsley           | Det grymma svärdet                    | Prince Talon                   |
| 1982 (10th)    | Christopher Reeve     | Dödsfällan                            | Clifford Anderson              |
| 1982 (10th)    | Henry Thomas          | E.T. the Extra-Terrestrial            | Elliott                        |
| 1983 (11th)    | Mark Hamill           | Jedins återkomst                      | Luke Skywalker                 |
| 1983 (11th)    | Matthew Broderick     | WarGames                              | David Lightman                 |
| 1983 (11th)    | Christopher Reeve     | Stålmannen går på en krypto-nit       | Clark Kent / Superman          |
| 1983 (11th)    | Roy Scheider          | Blue Thunder                          | Officer Frank Murphy           |
| 1983 (11th)    | Christopher Walken    | The Dead Zone                         | Johnny Smith                   |
| 1984 (12th)    | Jeff Bridges          | Starman ‡                             | Starman                        |
| 1984 (12th)    | George Burns          | Oh, God! You Devil                    | God / Harry O. Tophet          |
| 1984 (12th)    | Harrison Ford         | Indiana Jones och de fördömdas tempel | Indiana Jones                  |
| 1984 (12th)    | Arnold Schwarzenegger | The Terminator                        | Terminator                     |
| 1984 (12th)    | William Shatner       | Star Trek III: The Search for Spock   | James T. Kirk                  |
| 1985 (13th)    | Michael J. Fox        | Tillbaka till framtiden               | Marty McFly                    |
| 1985 (13th)    | Hume Cronyn           | Cocoon                                | Joe Finley                     |
| 1985 (13th)    | Louis Gossett Jr.     | Fiender                               | Jeriba 'Jerry' Shigan          |
| 1985 (13th)    | James Karen           | The Return of the Living Dead         | Frank                          |
| 1985 (13th)    | Chris Sarandon        | Skräcknatten                          | Jerry Dandrige                 |
| 1986 (14th)    | Jeff Goldblum         | Flugan                                | Seth Brundle                   |
| 1986 (14th)    | Michael Biehn         | Aliens                                | Corporal Dwayne Hicks          |
| 1986 (14th)    | Leonard Nimoy         | Star Trek IV: The Voyage Home         | Spock                          |
| 1986 (14th)    | Anthony Perkins       | Psycho III                            | Norman Bates                   |
| 1986 (14th)    | William Shatner       | Star Trek IV: The Voyage Home         | James T. Kirk                  |
| 1987 (15th)    | Jack Nicholson        | Häxorna i Eastwick                    | Daryl Van Horne                |
| 1987 (15th)    | Lance Henriksen       | Pumpkinhead                           | Ed Harley                      |
| 1987 (15th)    | Michael Nouri         | The Hidden                            | Det. Tom Beck                  |
| 1987 (15th)    | Terry O'Quinn         | The Stepfather                        | Jerry Blake                    |
| 1987 (15th)    | Arnold Schwarzenegger | Rovdjuret                             | Major Alan "Dutch" Schaefer    |
| 1987 (15th)    | Peter Weller          | RoboCop                               | Alex Murphy / RoboCop          |
| 1988 (16th)    | Tom Hanks             | Big ‡                                 | Josh Baskin                    |
| 1988 (16th)    | Hume Cronyn           | Cocoon: The Return                    | Joe Finley                     |
| 1988 (16th)    | Bob Hoskins           | Vem satte dit Roger Rabbit?           | Eddie Valiant                  |
| 1988 (16th)    | Jeremy Irons          | Dubbelgångare                         | Beverly Mantle / Elliot Mantle |
| 1988 (16th)    | Bill Murray           | Spökenas hämnd                        | Frank Cross                    |
| 1988 (16th)    | James Spader          | Jack's Back                           | John / Rick Wesford            |
| 1989/90 (17th) | Jeff Daniels          | Imse vimse spindel                    | Dr. Ross Jennings              |
| 1989/90 (17th) | Warren Beatty         | Dick Tracy                            | Dick Tracy                     |
| 1989/90 (17th) | Harrison Ford         | Indiana Jones och det sista korståget | Indiana Jones                  |
| 1989/90 (17th) | Ed Harris             | The Abyss                             | Virgil 'Bud' Brigman           |
| 1989/90 (17th) | Axel Jodorowsky       | Santa Sangre                          | Fenix                          |
| 1989/90 (17th) | Liam Neeson           | Darkman                               | Peyton Westlake / Darkman      |
| 1989/90 (17th) | Jack Nicholson        | Batman                                | Jack Napier / The Joker        |
| 1989/90 (17th) | Arnold Schwarzenegger | Total Recall                          | Douglas Quaid / Hauser         |
| 1989/90 (17th) | Patrick Swayze        | Ghost                                 | Sam Wheat                      |

### 1990-talet
| År          | Skådespelare          | Film                                      | Roll                                  |
| ----------- | --------------------- | ----------------------------------------- | ------------------------------------- |
| 1991 (18th) | Anthony Hopkins       | När lammen tystnar †                      | Dr. Hannibal Lecter                   |
| 1991 (18th) | Jeff Bridges          | The Fisher King                           | Jack Lucas                            |
| 1991 (18th) | James Caan            | Lida                                      | Paul Sheldon                          |
| 1991 (18th) | Kevin Costner         | Robin Hood: Prince of Thieves             | Robin Hood                            |
| 1991 (18th) | Arnold Schwarzenegger | Terminator 2: Judgment Day                | Terminator                            |
| 1991 (18th) | Robin Williams        | The Fisher King ‡                         | Parry                                 |
| 1992 (19th) | Gary Oldman           | Dracula                                   | Count Dracula / Vlad Dracula          |
| 1992 (19th) | Chevy Chase           | Den osynlige mannen                       | Nick Halloway                         |
| 1992 (19th) | Michael Gambon        | Toys                                      | Lt. General Leland Zevo               |
| 1992 (19th) | Raúl Juliá            | Familjen Addams                           | Gomez Addams                          |
| 1992 (19th) | John Lithgow          | Cains många ansikten                      | Dr. Carter Nix/Cain/Nix Sr/Josh/Margo |
| 1992 (19th) | Robin Williams        | Toys                                      | Leslie Zevo                           |
| 1992 (19th) | Bruce Willis          | Döden klär henne                          | Dr. Ernest Menville                   |
| 1993 (20th) | Robert Downey, Jr.    | Heart and Souls                           | Thomas Reilly                         |
| 1993 (20th) | Jeff Bridges          | Spårlöst försvunnen                       | Barney Cousins                        |
| 1993 (20th) | Bill Murray           | Måndag hela veckan                        | Phil Connors                          |
| 1993 (20th) | Robert Patrick        | Fire in the Sky                           | Mike Rogers                           |
| 1993 (20th) | Arnold Schwarzenegger | Den siste actionhjälten                   | Jack Slater                           |
| 1993 (20th) | Christian Slater      | True Romance                              | Clarence Worley                       |
| 1993 (20th) | Max von Sydow         | Köplust                                   | Leland Gaunt                          |
| 1994 (21st) | Martin Landau         | Ed Wood §                                 | Bela Lugosi                           |
| 1994 (21st) | Kenneth Branagh       | Frankenstein                              | Victor Frankenstein                   |
| 1994 (21st) | Tom Cruise            | En vampyrs bekännelse                     | Lestat de Lioncourt                   |
| 1994 (21st) | Tom Hanks             | Forrest Gump †                            | Forrest Gump                          |
| 1994 (21st) | Jack Nicholson        | Wolf                                      | Will Randall                          |
| 1994 (21st) | Brad Pitt             | En vampyrs bekännelse                     | Louis de Pointe du Lac                |
| 1994 (21st) | Arnold Schwarzenegger | True Lies                                 | Harry Tasker                          |
| 1995 (22nd) | George Clooney        | From Dusk Till Dawn                       | Seth Gecko                            |
| 1995 (22nd) | Pierce Brosnan        | GoldenEye                                 | James Bond                            |
| 1995 (22nd) | Ralph Fiennes         | Strange Days                              | Lenny Nero                            |
| 1995 (22nd) | Morgan Freeman        | Seven                                     | William Somerset                      |
| 1995 (22nd) | Robin Williams        | Jumanji                                   | Alan Parrish                          |
| 1995 (22nd) | Bruce Willis          | De 12 apornas armé                        | James Cole                            |
| 1996 (23rd) | Eddie Murphy          | Den galna professorn                      | Professor Sherman Klump               |
| 1996 (23rd) | Michael J. Fox        | The Frighteners                           | Frank Bannister                       |
| 1996 (23rd) | Jeff Goldblum         | Independence Day                          | David Levinson                        |
| 1996 (23rd) | Bill Paxton           | Twister                                   | Bill Harding                          |
| 1996 (23rd) | Will Smith            | Independence Day                          | Captain Steven Hiller                 |
| 1996 (23rd) | Patrick Stewart       | Star Trek: First Contact                  | Captain Jean-Luc Picard               |
| 1997 (24th) | Pierce Brosnan        | Tomorrow Never Dies                       | James Bond                            |
| 1997 (24th) | Nicolas Cage          | Face/Off                                  | Castor Troy / Sean Archer             |
| 1997 (24th) | John Travolta         | Face/Off                                  | Sean Archer / Castor Troy             |
| 1997 (24th) | Al Pacino             | Djävulens advokat                         | John Milton                           |
| 1997 (24th) | Will Smith            | Men in Black                              | Agent J                               |
| 1997 (24th) | Kevin Costner         | The Postman – budbäraren                  | The Postman                           |
| 1998 (25th) | James Woods           | Vampires                                  | Jack Crow                             |
| 1998 (25th) | Jim Carrey            | The Truman Show                           | Truman Burbank                        |
| 1998 (25th) | David Duchovny        | Arkiv X: Fight the Future                 | Special Agent Fox Mulder              |
| 1998 (25th) | Anthony Hopkins       | Meet Joe Black                            | William Parrish                       |
| 1998 (25th) | Edward Norton         | American History X ‡                      | Derek Vinyard                         |
| 1998 (25th) | Bruce Willis          | Armageddon                                | Harry Stamper                         |
| 1999 (26th) | Tim Allen             | Galaxy Quest                              | Jason Nesmith / Cmdr. Taggart         |
| 1999 (26th) | Johnny Depp           | Sleepy Hollow                             | Ichabod Crane                         |
| 1999 (26th) | Brendan Fraser        | Mumien                                    | Richard "Rick" O'Connell              |
| 1999 (26th) | Liam Neeson           | Star Wars: Episode I – The Phantom Menace | Qui-Gon Jinn                          |
| 1999 (26th) | Keanu Reeves          | The Matrix                                | Thomas A. Anderson/Neo                |
| 1999 (26th) | Bruce Willis          | Sjätte sinnet                             | Dr. Malcolm Crowe                     |

### 2000-talet
| År          | Skådespelare          | Film                                                     | Roll                            |
| ----------- | --------------------- | -------------------------------------------------------- | ------------------------------- |
| 2000 (27th) | Hugh Jackman          | X-Men                                                    | Logan / Wolverine               |
| 2000 (27th) | Arnold Schwarzenegger | The 6th Day                                              | Adam Gibson / Adam Gibson Clone |
| 2000 (27th) | Russell Crowe         | Gladiator †                                              | Maximus Decimus Meridius        |
| 2000 (27th) | Jim Carrey            | Grinchen – julen är stulen                               | Grinch                          |
| 2000 (27th) | Clint Eastwood        | Space Cowboys                                            | Colonel Frank Corvin            |
| 2000 (27th) | Chow Yun Fat          | Crouching Tiger, Hidden Dragon                           | Li Mu Bai                       |
| 2001 (28th) | Tom Cruise            | Vanilla Sky                                              | David Aames                     |
| 2001 (28th) | Johnny Depp           | From Hell                                                | Inspector Frederick Abberline   |
| 2001 (28th) | Anthony Hopkins       | Hannibal                                                 | Hannibal Lecter                 |
| 2001 (28th) | Kevin Spacey          | K-PAX                                                    | Prot / Robert Porter            |
| 2001 (28th) | Billy Bob Thornton    | The Man Who Wasn't There                                 | Ed Crane                        |
| 2001 (28th) | Guy Pearce            | Memento                                                  | Leonard Shelby                  |
| 2002 (29th) | Robin Williams        | One Hour Photo                                           | Seymour Parrish                 |
| 2002 (29th) | Pierce Brosnan        | Die Another Day                                          | James Bond                      |
| 2002 (29th) | Viggo Mortensen       | Sagan om de två tornen                                   | Aragorn                         |
| 2002 (29th) | Tom Cruise            | Minority Report                                          | John Anderton                   |
| 2002 (29th) | George Clooney        | Solaris                                                  | Chris Kelvin                    |
| 2002 (29th) | Tobey Maguire         | Spider-Man                                               | Peter Parker / Spider-Man       |
| 2003 (30th) | Elijah Wood           | Sagan om konungens återkomst                             | Frodo Baggins                   |
| 2003 (30th) | Albert Finney         | Big Fish                                                 | old Edward Bloom                |
| 2003 (30th) | Tom Cruise            | The Last Samurai                                         | Nathan Algren                   |
| 2003 (30th) | Viggo Mortensen       | Sagan om konungens återkomst                             | Aragorn                         |
| 2003 (30th) | Johnny Depp           | Pirates of the Caribbean: The Curse of the Black Pearl ‡ | Captain Jack Sparrow            |
| 2003 (30th) | Crispin Glover        | Willard                                                  | Willard Stiles                  |
| 2004 (31st) | Tobey Maguire         | Spider-Man 2                                             | Peter Parker / Spider-Man       |
| 2004 (31st) | Matt Damon            | The Bourne Supremacy                                     | Jason Bourne                    |
| 2004 (31st) | Tom Cruise            | Collateral                                               | Vincent                         |
| 2004 (31st) | Jim Carrey            | Eternal Sunshine of the Spotless Mind                    | Joel Barish                     |
| 2004 (31st) | Johnny Depp           | Finding Neverland ‡                                      | Sir James Matthew Barrie        |
| 2004 (31st) | Christian Bale        | The Machinist                                            | Trevor Reznik                   |
| 2005 (32nd) | Christian Bale        | Batman Begins                                            | Bruce Wayne / Batman            |
| 2005 (32nd) | Viggo Mortensen       | A History of Violence                                    | Tom Stall / Joey Cusack         |
| 2005 (32nd) | Robert Downey, Jr.    | Kiss Kiss Bang Bang                                      | Harry Lockhart                  |
| 2005 (32nd) | Pierce Brosnan        | The Matador                                              | Julian Noble                    |
| 2005 (32nd) | Hayden Christensen    | Star Wars: Episode III – Revenge of the Sith             | Anakin Skywalker / Darth Vader  |
| 2005 (32nd) | Tom Cruise            | Världarnas krig                                          | Ray Ferrier                     |
| 2006 (33rd) | Brandon Routh         | Superman Returns                                         | Clark Kent / Superman           |
| 2006 (33rd) | Daniel Craig          | Casino Royale                                            | James Bond                      |
| 2006 (33rd) | Clive Owen            | Children of Men                                          | Theo Faron                      |
| 2006 (33rd) | Hugh Jackman          | The Fountain                                             | Tomas / Tommy / Tom Creo        |
| 2006 (33rd) | Tom Cruise            | Mission: Impossible III                                  | Ethan Hunt                      |
| 2006 (33rd) | Will Ferrell          | Stranger Than Fiction                                    | Harold Crick                    |
| 2007 (34th) | Will Smith            | I Am Legend                                              | Dr. Robert Neville              |
| 2007 (34th) | John Cusack           | 1408                                                     | Mike Enslin                     |
| 2007 (34th) | Gerard Butler         | 300                                                      | King Leonidas                   |
| 2007 (34th) | Viggo Mortensen       | Eastern Promises ‡                                       | Nikolai Luzhin                  |
| 2007 (34th) | Johnny Depp           | Sweeney Todd ‡                                           | Benjamin Barker / Sweeney Todd  |
| 2007 (34th) | Daniel Day-Lewis      | There Will Be Blood †                                    | Daniel Plainview                |
| 2008 (35th) | Robert Downey, Jr.    | Iron Man                                                 | Tony Stark / Iron Man           |
| 2008 (35th) | Will Smith            | Hancock                                                  | John Hancock                    |
| 2008 (35th) | Harrison Ford         | Indiana Jones och Kristalldödskallens rike               | Indiana Jones                   |
| 2008 (35th) | Brad Pitt             | Benjamin Buttons otroliga liv ‡                          | Benjamin Button                 |
| 2008 (35th) | Christian Bale        | The Dark Knight                                          | Bruce Wayne / Batman            |
| 2008 (35th) | Tom Cruise            | Valkyria                                                 | Colonel Claus von Stauffenberg  |
| 2009 (36th) | Sam Worthington       | Avatar                                                   | Jake Sully                      |
| 2009 (36th) | Tobey Maguire         | Brothers                                                 | Capt. Sam Cahill                |
| 2009 (36th) | Sam Rockwell          | Moon                                                     | Sam Bell                        |
| 2009 (36th) | Robert Downey, Jr.    | Sherlock Holmes                                          | Sherlock Holmes                 |
| 2009 (36th) | Denzel Washington     | The Book of Eli                                          | Eli                             |
| 2009 (36th) | Viggo Mortensen       | Vägen                                                    | Man                             |

### 2010-talet
| År          | Skådespelare         | Film                                 | Roll                           |
| ----------- | -------------------- | ------------------------------------ | ------------------------------ |
| 2010 (37th) | Jeff Bridges         | Tron: Legacy                         | Kevin Flynn / CLU              |
| 2010 (37th) | George Clooney       | The American                         | Jack / Edward                  |
| 2010 (37th) | Leonardo DiCaprio    | Inception                            | Dom Cobb                       |
| 2010 (37th) | Leonardo DiCaprio    | Shutter Island                       | Teddy Daniels                  |
| 2010 (37th) | Robert Downey, Jr.   | Iron Man 2                           | Tony Stark / Iron Man          |
| 2010 (37th) | Ryan Reynolds        | Buried                               | Paul Conroy                    |
| 2011 (38th) | Michael Shannon      | Take Shelter                         | Curtis LaForche                |
| 2011 (38th) | Antonio Banderas     | The Skin I Live In                   | Dr. Robert Ledgard             |
| 2011 (38th) | Dominic Cooper       | The Devil's Double                   | Uday Hussein / Latif Yahia     |
| 2011 (38th) | Tom Cruise           | Mission: Impossible – Ghost Protocol | Ethan Hunt                     |
| 2011 (38th) | Chris Evans          | Captain America: The First Avenger   | Steve Rogers / Captain America |
| 2011 (38th) | Ben Kingsley         | Hugo Cabret                          | Georges Méliès                 |
| 2012 (39th) | Matthew McConaughey  | Killer Joe                           | Joe Cooper                     |
| 2012 (39th) | Christian Bale       | The Dark Knight Rises                | Bruce Wayne / Batman           |
| 2012 (39th) | Daniel Craig         | Skyfall                              | James Bond                     |
| 2012 (39th) | Martin Freeman       | Hobbit: En oväntad resa              | Young Bilbo Baggins            |
| 2012 (39th) | Hugh Jackman         | Les Misérables ‡                     | Jean Valjean                   |
| 2012 (39th) | Joseph Gordon-Levitt | Looper                               | Young Joe                      |
| 2013 (40th) | Robert Downey, Jr.   | Iron Man 3                           | Tony Stark / Iron Man          |
| 2013 (40th) | Oscar Isaac          | Inside Llewyn Davis                  | Llewyn Davis                   |
| 2013 (40th) | Simon Pegg           | The World's End                      | Gary King                      |
| 2013 (40th) | Joaquin Phoenix      | Her                                  | Theodore Twombly               |
| 2013 (40th) | Brad Pitt            | World War Z                          | Gerry Lane                     |
| 2013 (40th) | Ben Stiller          | The Secret Life of Walter Mitty      | Walter Mitty                   |
| 2014 (41st) | Chris Pratt          | Guardians of the Galaxy              | Peter Quill / Star-Lord        |
| 2014 (41st) | Tom Cruise           | Edge of Tomorrow                     | Maj. William Cage              |
| 2014 (41st) | Chris Evans          | Captain America: The Winter Soldier  | Steve Rogers / Captain America |
| 2014 (41st) | Jake Gyllenhaal      | Nightcrawler                         | Louis Bloom                    |
| 2014 (41st) | Michael Keaton       | Birdman ‡                            | Riggan Thomson / Birdman       |
| 2014 (41st) | Matthew McConaughey  | Interstellar                         | Cooper                         |
| 2014 (41st) | Dan Stevens          | The Guest                            | David Collins                  |
| 2015 (42nd) | John Boyega          | Star Wars: The Force Awakens         | Finn                           |
| 2015 (42nd) | Matt Damon           | The Martian ‡                        | Mark Watney                    |
| 2015 (42nd) | Leonardo DiCaprio    | The Revenant †                       | Hugh Glass                     |
| 2015 (42nd) | Taron Egerton        | Kingsman: The Secret Service         | Gary 'Eggsy' Unwin             |
| 2015 (42nd) | Harrison Ford        | Star Wars: The Force Awakens         | Han Solo                       |
| 2015 (42nd) | Domhnall Gleeson     | Ex Machina                           | Caleb Smith                    |
| 2015 (42nd) | Samuel L. Jackson    | The Hateful Eight                    | Major Marquis Warren           |
| 2015 (42nd) | Paul Rudd            | Ant-Man                              | Scott Lang                     |